# Данильченко Микола Іванович
Микола Іванович Данильченко (рос. Николай Иванович Данильченко; 1 липня 1999, Стрежевий, Росія — 25 вересня 2022, Україна) — російський офіцер, лейтенант ЗС РФ. Герой Російської Федерації.

## Біографія
Закінчив Омський кадетський корпус Повітряно-десантних військ. В 2016/21 роках навчався в Омському автобронетанковому інженерному інституті за спеціальністю «експлуатація і ремонт бронетанкової техніки». Після закінчення інституту був призначений командиром танкового взводу 200-ї окремої мотострілецької бригади. З 24 лютого 2022 року брав участь у вторгненні в Україну. В кінці квітня був поранений. В червні повернувся на службу. Загинув у бою. 4 жовтня 2022 року був похований на Старо-Північному цвинтарі в Омську.

## Кінематограф
В 2016 році зіграв головну роль в короткометражному фільмі «Сцени з життя Кольки Данильченка», знятому кадетами Омського корпусу.

## Нагороди
- Медаль «За відвагу»
- Медаль Суворова
- Медаль «За бойові заслуги»
- Звання «Герой Російської Федерації» (9 листопада 2022, посмертно) — «за мужність і героїзм, проявлені під час виконання військового обов'язку.» 19 грудня медаль «Золота зірка» була передана рідним Данильченка в Омську адміралом Олександром Мойсеєвим і губернатором Омської області Олександром Бурковим.

## Вшанування пам'яті
В жовтні 2022 року ім'я Данильченка було внесене на меморіал танкістів в Луостарі.